# Cannon
Cannon és una sèrie de televisió policial estatunidenca, emesa per la cadena CBS entre 1971 i 1976. En 1980, a més, es va rodar una pel·lícula directament estrenada en televisió, que continuava les peripècies del personatge que dona títol a la sèrie i protagonitzada pel mateix actor, sota el títol de The Return of Frank Cannon.
El protagonista William Conrad fou nominat als Premis Emmy en 1973 i 1974 (Millor Actor Principal en Sèrie Dramàtica) però fou derrotat en 1973 per Richard Thomas a The Waltons i en 1974 Telly Savalas per Kojak. A Espanya va guanyar el TP d'Or 1973 a la millor sèrie estrangera.

## Argument
Frank Cannon (William Conrad) és un ex-policia, reconvertit a detectiu privat, amb evidents problemes de pes però molt eficaç en la resolució dels casos que se li plantegen. Sol presentar elevades factures als seus clients de l'alta societat per a així poder igualment investigar gratuïtament els casos que li presenten ciutadans menys afortunats.

## Convidats
Entre els actors que van tenir aparicions episòdiques en la sèrie, figuren Tom Skerritt, Shelley Duvall, David Janssen, Mike Farrell, Sheree North, Nick Nolte, Tina Louise, Donna Mills, Robert Loggia, Peter Strauss, Claudia Jennings, Judson Pratt i David Soul. A més, Martin Sheen va interpretar durant diversos episodis a un ex-policia.

## Episodis
| Temporada          | Episodis | Data emissió EUA |
| ------------------ | -------- | ---------------- |
| Primera Temporada  | 26       | 1971-1972        |
| Segona Temporada   | 24       | 1972-1973        |
| Tercera Temporada  | 26       | 1973-1974        |
| Quarta Temporada   | 24       | 1974-1975        |
| Cinquena Temporada | 25       | 1975-1976        |

## Curiositats
En una era anterior a l'ús del telèfon mòbil, Cannon estava utilitzant un "telèfon mòbil" al seu cotxe, cosa molt rara en aquell moment. En primer lloc, Cannon demanava a l'operador de telefonia mòbil que marqués per a ell. Els telèfons d'aquest tipus eren precursors dels telèfons mòbils moderns. El propi telèfon mòbil, al seu cotxe, era un telèfon mòbil Motorola MTS.